# شیهو میانو
شیهو میانو (宮野志保، Miyano Shiho) یکی از شخصیت‌های اصلی انیمیشن کارآگاه کونان است. او یکی از اعضای سابق سازمان سیاه‌ است که نام رمز آن شیری (シェリー، شیری) است. او که از دوران کودکی شیمیدان با استعدادی بود، داروی APTX-۴۸۶۹ را تولید کرد که باعث انقباض شینیچی کودو شد. او اولین بار در قسمت ویژه ۱۲۹ (دختری جدید از سازمان مخفی) ظاهر شد. و در قسمت  ۱۷۷ به صورت کامل معرفی شد